# 端重亲王
端重親王，清朝世袭親王。順治六年（1649年），努爾哈赤第七子阿巴泰的第三子博洛被封為親王，封號端重，未得世袭罔替，每次襲封需遞降一級，一共传了兩代兩位。

## 端重親王
- 1636年－1652年：已革端重親王博洛 初封貝子，1644年進貝勒，1647年進郡王，1649年進親王，1650年降郡王，1651年復親王，諡號定，1659年追削爵諡
- 1652年－1661年：懷思貝勒齊克新 博洛八子，初襲親王，1659年降貝勒，諡號懷思，無嗣

## 端重親王世系圖
| 已革端重親王博洛 1613-1636-1652 |  |  |  |
|                                 |  |  |  |
| 懷思貝勒齊克新 1650-1652-1661   |  |  |  |